# Tube (Messe)

Logo der Tube

Die Tube ist eine internationale Rohr-Fachmesse in Düsseldorf und wird zusammen mit der Wire durchgeführt.
Die Messe findet seit 1988 im Zweijahres-Rhythmus jeweils meist im April statt und gilt mit mehr als 1 170 Ausstellern aus aller Welt und über 31 900 Fachbesuchern als die größte internationale Fachmesse ihrer Art. Trägerorganisation der Messe ist die International Tube Association.
| Datum              | Anzahl der Aussteller     | Quadratmetern |
| ------------------ | ------------------------- | ------------- |
| 15.–19. April 2024 | 1.200 (Tube + Wire 2.700) | 52.200        |
| 13.–17. April 2026 |                           |               |